# Giovanni Eginulfo
Giovanni Eginulfo (Treviso, IX secolo – dopo l'894) è stato un vescovo italiano.

## Biografia
Originario di Treviso, fu consacrato vescovo da papa Niccolò I. Durante il suo mandato furono edificate le chiese di San Michele in Porto, di San Giorgio e San Gervasio; quindi le chiese di San Marco e San Barnaba. Nell'anno 873 Mantova fu visitata da papa Giovanni VIII che, al ritorno dalla Francia, adorò nella basilica di Sant'Andrea il Preziosissimo sangue di Cristo, portato dal soldato romano Longino. Anche l'imperatore Carlo il Grosso, nell'880, fece visita alla reliquia e concesse alla diocesi alcuni privilegi.